# Ryu Won-woo
Đây là một tên người Triều Tiên, họ là Ryu.
Ryu Won-Woo (tiếng Hàn: 류원우; sinh ngày 5 tháng 8 năm 1990) là một cầu thủ bóng đá Hàn Quốc thi đấu ở vị trí thủ môn cho Pohang Steelers.